# Železniško postajališče Velenje Pesje
Železniško postajališče Velenje Pesje je ena izmed železniških postajališč v Sloveniji, ki oskrbuje bližnje naselje Pesje (danes del Velenja). Status postajališča je dobilo septembra 2007, ko so ukinili železniško postajo.